# Грицина Ксенія Анатоліївна

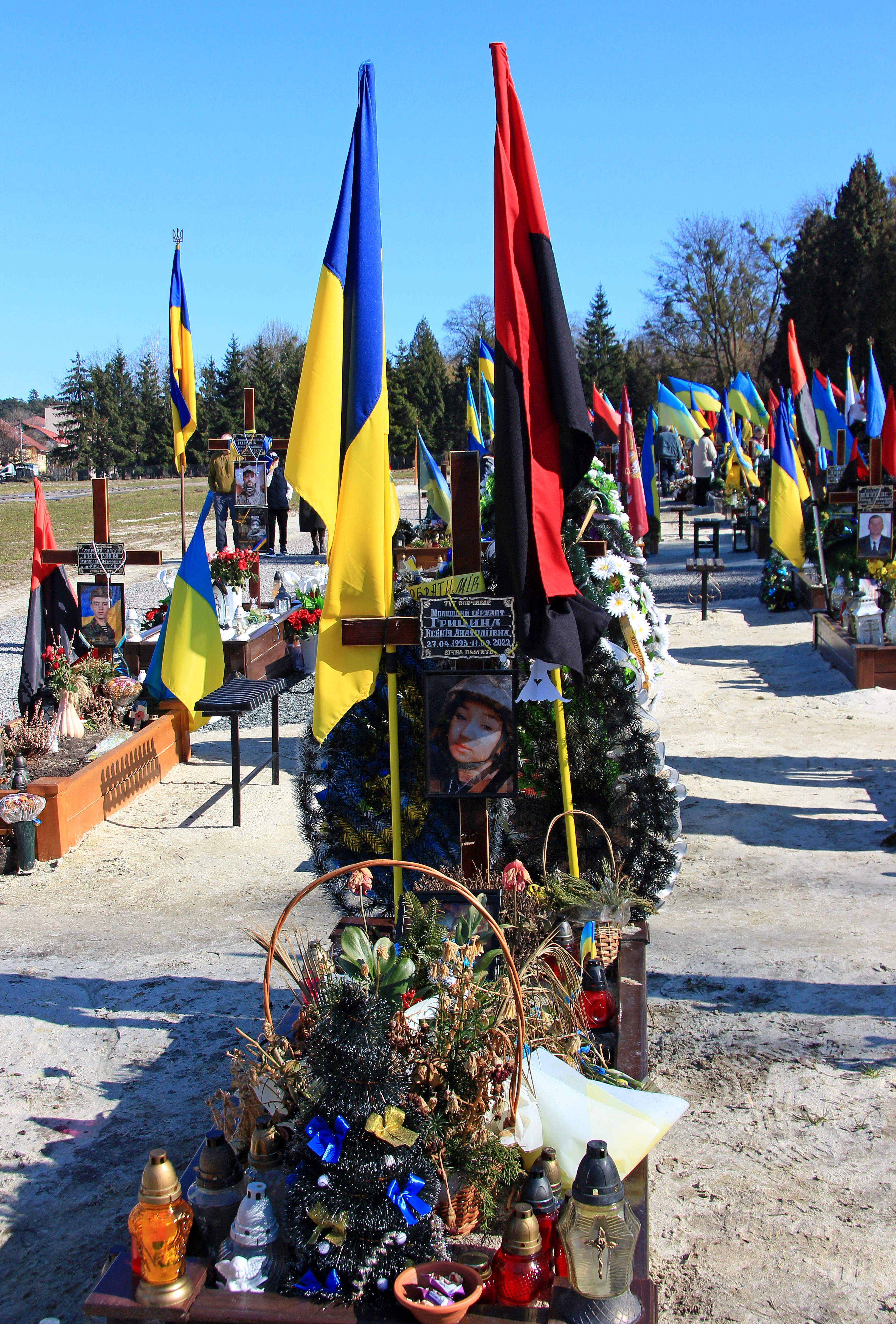

Ксенія Анатоліївна Грицина (27 квітня 1993, с. Вишнівчик, Хмельницька область — 11 вересня 2022, с. Безіменне, Херсонська область, Україна) — український бойовий медик, молодший сержант 24 ОМБр ЗСУ, учасниця російсько-української війни.

## Життєпис
Ксенія Грицина народилася 27 квітня 1993 року в селі Вишнівчик, нині Чемеровецької громади Кам'янець-Подільського району Хмельницької області України.
Закінчила середню школу № 32 та Міжрегіональний центр професійно-технічної освіти художнього моделювання і дизайну (спеціальність — кухар-кондитер) Львова. Працювала у сфері торгівлі.
2021 року підписала контракт із Збройними силами України та стала бойовим медиком. Брала участь в боях за Попасну в складі 24-ї окремої механізованої бригади.
Загинула 11 вересня 2022 року, рятуючи побратима Олександра Полюховича (с. Безіменне Херсонська область).
Похована 17 вересня 2022 року на Личаківському цвинтарі Львова.
Залишилися мама, брат та син.

## Нагороди
- 2025 — орден «За мужність» ІІІ ступеня (посмертно)[1]
- «Почесний знак Святого Юрія» (посмертно)[2]